# Копальня Пелеліу
Копальня Пелеліу — колишній гірничодобувний майданчик у Мікронезії на острові Пелеліу (архіпелаг Палау).
За наслідками Першої світової війни Каролінські острови опинились під владою Японії, яка продовжила початі германцями розробки фосфоритів на Ангаурі. У середині 1930-х японці почали приділяти все більше уваги політиці самозабезпечення, що, зокрема, змусило звернути увагу на фосфорити Пелеліу. В 1934-му за облаштування копальні узялась компанія Nan'yō Kōhatsu Kabushiki Gaisha (South Seas Development Company) і в 1935-му з острова відправили першу продукцію.
Розробка велась відкритим способом та мала за мету вилучення фосфоритів з вапнякових каверн. Далі вони проходили сушку на переробній фабриці, після чого вивозились через винесений у море причал завдовжки близько 90 метрів (дерев'яний на бетонних опорах). Для транспортування руди в межах острова спорудили невелику вузькоколійну залізницю.
У 1935-му з Пелеліу відправили 5,5 тисячі тонн фосфоритів, наступного року цей показник становив уже 22 тисячі тонн, а в 1937—1938 роках досягнув піку на рівні понад 28 тисяч тонн. Всього за 1935—1939 роки накопичений показник копальні становив 111 тисяч тонн. Втім, запаси на Пелеліу були набагато менші, аніж на Ангаурі, і станом на 1940 рік їх залишок оцінювався лише у 40 тисяч тонн. Як наслідок, в 1941-му прийняли рішення про закриття копальні, а на першу половину 1942-го припав останній видобуток.
У 1944-му споруди колишньої переробної фабрики були зруйновані внаслідок воєнних дій (ймовірно, це сталось коли 30—31 березня японська база на Палау стала ціллю для потужного удару авіаносного з'єднання). В той же час, японці готували Пелеліу до оборони. Численні шурфи та печери, з яких вилучили фосфорити, використали для створення системи укріплень. Їх сполучали підземними ходами та встановлювали на входах броньовані двері (рейки з колишньої залізниці також використали під час фортифікаційних робіт). Ці укріплення вдалось використати в реальних боях, коли у вересні — листопаді 1944-го унаслідок висадки союзників відбулась важка битва за Пелеліу.